# Мадоне
Мадоне (італ. Madone) — муніципалітет в Італії, у регіоні Ломбардія, провінція Бергамо.
Мадоне розташоване на відстані близько 480 км на північний захід від Рима, 35 км на північний схід від Мілана, 11 км на південний захід від Бергамо.
Населення — 3986 осіб (2014).

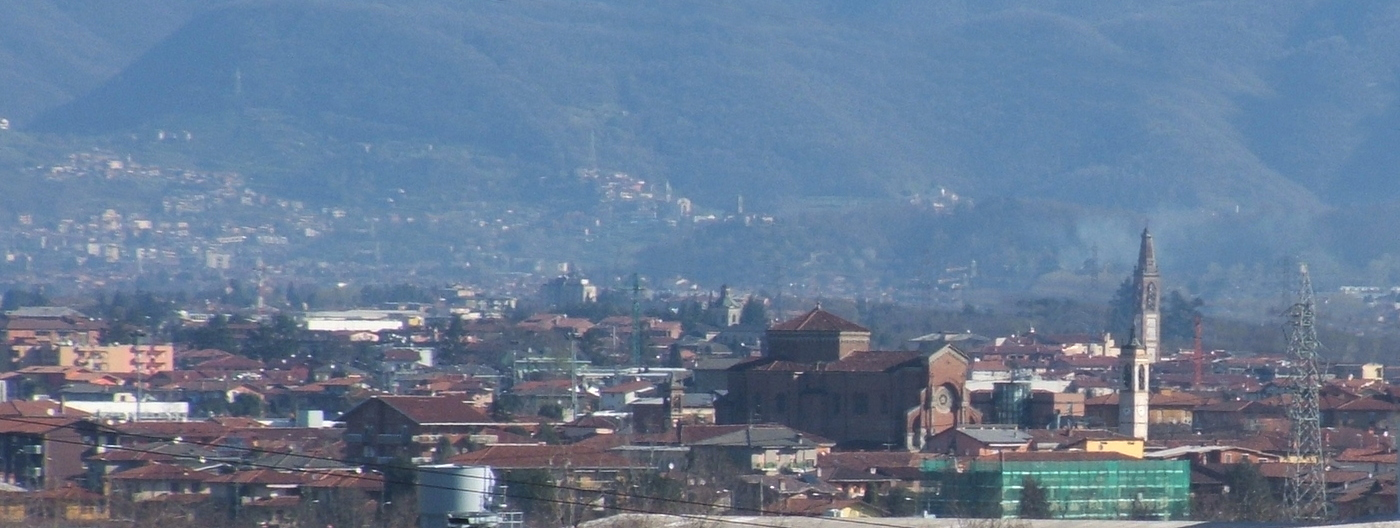

Щорічний фестиваль відбувається 24 червня. Покровитель — святий Іван Хреститель.

## Демографія
Населення за роками:

Станом на 1 січня 2023 року в муніципалітеті офіційно проживало 539 іноземців з 40 країн, серед них 95 громадян країн Євросоюзу та 13 громадян України.

## Сусідні муніципалітети
- Бонате-Сотто
- Боттануко
- Кіньйоло-д'Ізола
- Філаго